# Rodriguez d'Evora

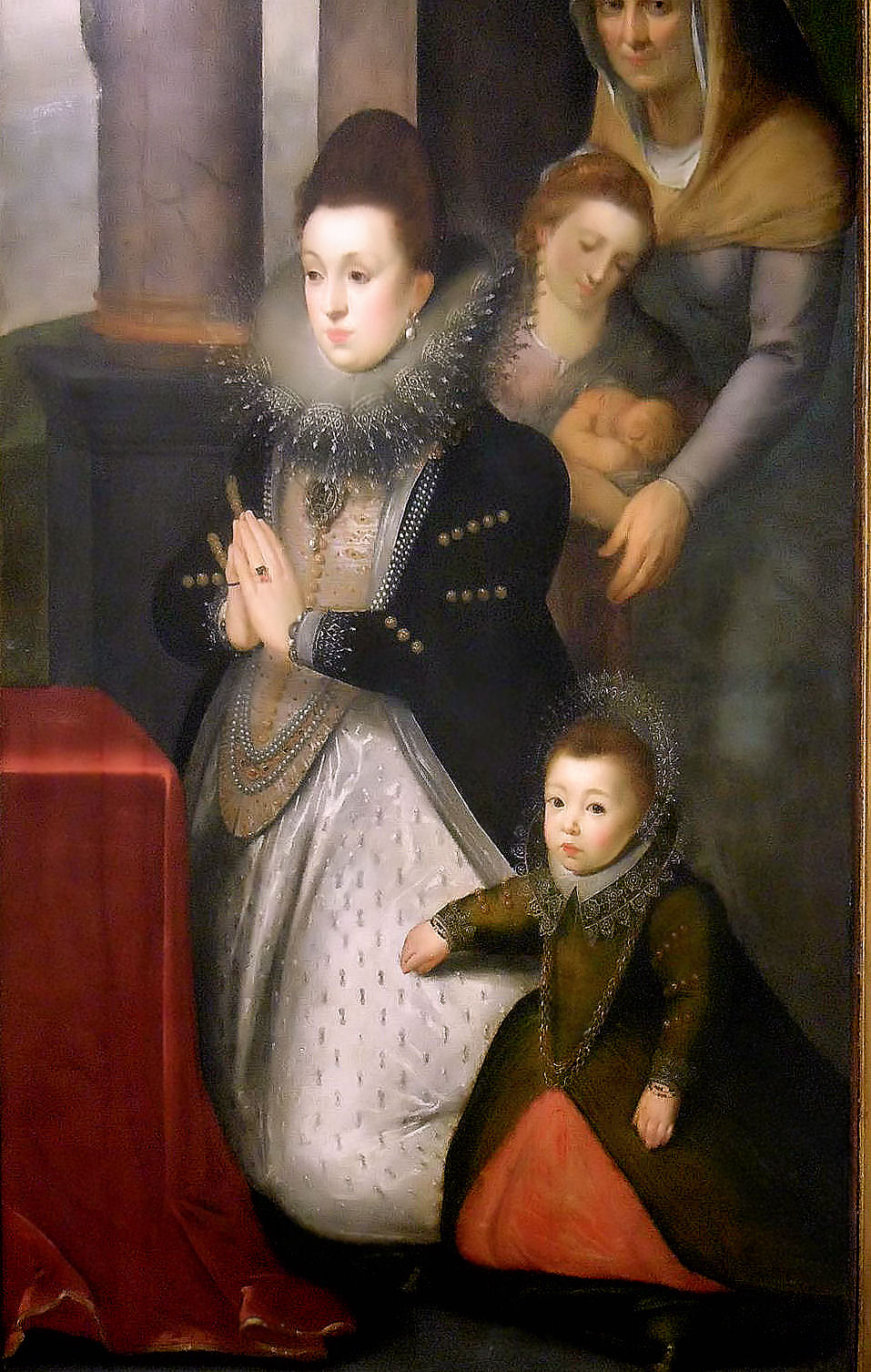
L'épouse de Simon Rodriguez d'Evora, Anna Ximenes d'Aragon, et sa fille Gracia Rodriguez de Evora (Otto Vaenius, 1601, Maagdenhuis Anvers)

Les Rodriguez d'Evora étaient une famille de puissants marchands-banquiers d'origine portugaise juive sépharade, converso, établis à Lisbonne et Anvers au XVIe siècle, issus de maestre Rodrigo da Veiga, médecin du roi du Portugal Manuel 1er à la résidence royale d'Evora en 1500. La famille belge des marquis Rodriguez d'Evora y Vega est issue de la branche anversoise de cette famille. La dernière représentante de cette famille était Marie Rodriguez d'Evora y Vega, marquise de Rodes, qui s'éteignit à Bruxelles, le 9 mars 1920 à l'âge de 97 ans, étant veuve du comte Charles Victor de Spangen d'Uyternesse (1813-1873), dont postérité.

## Présentation
Selon plusieurs auteurs ,, Rodrigo da Veiga était fils de maître Thomas da Veiga, médecin des Rois catholiques, qui aurait épousé Constança Coronel, fille du célèbre Fernando Perez Coronel, alias Abraham Senior, également converso, à la suite du décret de l'Alambra, et anobli par les rois catholiques le 25 juillet 1492. Cependant, d'autres auteurs, qui ont étudié en détail la descendance d'Abraham Senior, ne mentionnent aucun porteur du nom « da Veiga » ou « de Vega »,.
Rodrigo da Veiga eut plusieurs enfants, dont:
- Thomas Rodrigues da Veiga (1513-1579), qui suivit les traces de son père et fut médecin des rois Jean III et Sébastien 1er de Portugal, tout en exerçant à l’Université de Coimbra où il fut un professeur de renom. En 1558, il fut fait chevalier de l'Ordre de Santiago de l'Epée[8].
- André Rodrigues de Evora (1510-1575), alias Rodrigues de Andrade, important marchand portugais, chevalier de la maison royale du Portugal[4], auteur de plusieurs ouvrages de théologie[9].
- Une fille, Isabel da Veiga (1508-1566) épousa Duarte (Edouard) Ximenes (1503-1560), médecin de Jean III de Portugal et marchand. De ce mariage, est issue l'importante famille de marchands-banquiers Ximenes de Aragon, aussi d'origine portugaise juive sépharade, qui fut étroitement associée aux Rodriguez, tant en affaires que par plusieurs mariages ultérieurs. Des membres éminents de cette famille s'établirent à Anvers[10] et aussi à Florence où ils obtinrent le titre de marquis de Saturnia (1593) et d'Esche (1651)[11].
- Un autre fils, Manuel Rodrigues de Evora (1506 - 1581), débuta dans les affaires à Lisbonne avec ses frères André et Simon, puis envoya ses fils Simon et Nicolas à Anvers pour l'établissement d'une nouvelle branche commerciale. Il finit par venir rejoindre ses fils à Anvers, laissant ses autres fils Rodrigo (ou Rui) et Lopo s'occuper des affaires à Lisbonne[12]. Sa femme était Catarina Lopes d' Elvas.

Actifs dans le commerce de diamants, sucre, poivre, et autres épices, les Rodriguez commerçaient jusqu'au Brésil et aux Indes portugaises (Goa), et acquirent vite une grande fortune et influence dans la ville d'Anvers. Celle-ci permit à Simon Rodriguez d'Evora (1543 - 1618) d'obtenir en 1602 d'Henri IV la Baronnie de R(h)odes, élevée en Marquisat par Charles II d'Espagne en 1684.
La situation des Rodriguez leur permit d'échapper aux excès de l'Inquisition que leur origine juive aurait pu susciter. Une protection supplémentaire leur fut octroyée en 1585 par le pape Sixte V (Felice Peretti) qui leur accorda un anoblissement, leur donnant en outre le droit de porter les noms et armes du pape. Ainsi, les armes des Rodriguez d’Evora y Vega comportent (entre autres ) un écu d’azur au lion d’or à la cotice de gueules chargée en chef d’une comète et un pointe d’un rocher, qui sont les armes de Sixte V. En outre, dans la chapelle de la Sint Anna Godshuis à Anvers, se trouvait une plaque commémorative dédiée à Simon Rordiguez Peretti de Evora, chevalier, baron de Rodes, décédé le 23 mai 1618.
La première trace de la famille à Anvers date du don d'une chapelle dans l'église des Récollets par Manuel Rodriguez d'Evora en 1586. Celui-ci eut quatre fils : Nicolas, Simon, Rodrigo (ou Rui) et Lopez (ou Lopo).
- Nicolas Rodriguez d'Evora habitait au Meir dans un palais à l'emplacement de l'actuelle Maison Osterrieth.
- Simon Rodriguez d'Evora (1543 - 1618) est envoyé par son père à Anvers, où il est agent du roi du Portugal et consul de la Nation portugaise en 1600. Ce marchand était si riche qu'il était surnommé « le petit Roi ». Il possédait un somptueux Palais sur le Meir d'Anvers, à l'emplacement de l'actuel grand magasin INNO. Il joua un rôle important comme financier des Archiducs : il était « de ceux qui, aux dires de l’Archiduc Albert, furent les véritables soutiens financiers, sauveurs des Pays-Bas fidèles » alors que l’argent fait défaut et que les banquiers génois ne peuvent plus faire crédit[17]. Il épousa Anna Ximenez de Aragon (1571-1635), fille de son beau-frère et cousin Rui (Rodrigo) Ximenez de Aragon, chef de la branche anversoise de la banque Ximenez. Anna Ximenes était aussi la sœur de Duarte Ximenes qui acheta le château du Blauwhof à Steendorp en 1595 et le transforma en un palais grandiose[18]. En 1602, Simon Rodriguez acheta au roi Henri IV la Baronnie de Rodes, comptant 17 villages à proximité de Gand. Par ce fait, Simon fut  propriétaire du Château Succa, une résidence d'été à Destelbergen décrite dans Verheerlykt Vlaandre d'Antonius Sanderus (Tome 1, gravure p.158 n°2) édition de 1735. Il commanda un triptyque à Otto van Veen sur lequel il est représenté avec sa famille (voir supra). Originellement, ce triptyque fut placé sur l'autel de la Maison-Dieu Sainte-Anne (Sint-Anna Godshuis) qu'il fonda avec sa femme dans l'actuelle Otto Veniusstraat, le 16 mai 1601, à l'arrière de son jardin. Aujourd'hui, ce tableau, L'Adoration des bergers[19],[20], se trouve au musée Maagdenhuis d'Anvers. Simon Rodriguez avait également des intérêts à Gand, où le 2 avril 1607 il acheta le fameux bâtiment de la Grande Faucille (Grote Sikkel)[21]. La même année, il fut reçu membre de la prestigieuse Guilde du Noble Seigneur Saint Georges à Gand, en même temps que son neveu et futur beau-fils Francisco[22].
- Rodrigo Lopes de Evora, de la branche de Lisbonne de l'entreprise familiale.
- Lopez Rodriguez d'Evora, représentant principal de la branche de Lisbonne de l'entreprise familiale, il épousa Luisa Gomes d'Elvas, dont il eût plusieurs fils, actifs dans les affaires ou bien religieux, dont entre autres :
  - Francisco [Rodriguez] de Vega (1581-1642), chevalier de l’ordre du Christ, noble (fidalgo) de la maison royale du Portugal[23], financier et marchand à Anvers, qui épousa en 1617 Gracia Rodriguez d’Evora (1599-1660), fille de Simon ci-dessus. A l'occasion de ce mariage, fut accordée l'homologation de l'érection immémoriale en baronnie de la seigneurie flamande de R(h)odes[24]. Ils eurent pour fils:
    - Lopez Marie Rodriguez d'Evora y Vega (1620 - 1690) se distingua comme militaire au service du roi d'Espagne, notamment au siège de Dunkerque (1652) et lors de la défense de Gand (1678), en conséquence de quoi, Charles II d'Espagne l'élève au rang de marquis de Rodes (14 juillet 1682[25]), tandis que le 27 juillet de la même année, sa seigneurie de Beerlegem est érigée en baronnie. De ce couple, est issue la famille des marquis Rodriguez d'Evora y Vega, qui obtint reconnaissance de noblesse et du titre de marquis sous le Royaume des Pays-Bas en 1816 et 1823, et éteinte en 1921. Parmi les descendants, figurent :
      - Charles Rodriguez d'Evora y Vega, marquis de Rodes, membre du Congrès national belge.
      - François Rodriguez d'Evora y Vega, membre du Congrès national belge.

## Sources
1. ↑  Us and Them: Inter-cultural Trade and the Sephardim, 1595-1640 Jessica Vance Roitman, 2009
2. ↑  BANKING AND BANKERS - Jewish Virtual Library
3. ↑  Françoise Verhoosele, De kroniek van de familie Rodriguez d'Evora y Vega. Eerst baronnen, later markiezen van Rode, Skribis, 2020 (ISBN 978 94 639 6914 7)
4. 1 2  A. A. Marques de Almeida, Dicionário histórico dos sefarditas portugueses : mercadores e gente de trato, Campo da Comunicação, 2009 (ISBN 978-972-8610-91-3 et 972-8610-91-2, OCLC 649706363, lire en ligne).
5. ↑  Miguel Ángel Ladero Quesada,, Coronel, 1492: de la aristocracia judía a la nobleza cristiana en la España de los Reyes Católicos
6. ↑  Jesús Carrasco Vázquez, Abraham Seneor (Fernán Pérez Coronel) y su linaje alcarreño, Comunicación presentada a las XII Jornadas de Castilla‐La Mancha sobre investigación en Archivos. "Siglo de Oro. Historia y Archivos", celebradas en Guadalajara del 27 al 30 de octubre de 2015. (lire en ligne)
7. ↑  Prudencio Bustos Argañarás, SANGRE NOVOCRISTIANA EN CÓRDOBA DEL TUCUMÁN. EL CASO DE LOS TEJADA., Madrid, 2016 (lire en ligne)
8. ↑  « Tomás Rodrigues da Veiga (1513-1579) », sur arlindo-correia.com (consulté le 26 août 2021)
9. ↑  « Evora, André Rodrigues de »
10. ↑  « Emmanuel Ximenez: A Merchant’s Inventory in 1617 Antwerp », sur ximenez.unibe.ch (consulté le 26 août 2021)
11. ↑  « SIUSA - Ximenes de Aragona », sur siusa.archivi.beniculturali.it (consulté le 26 août 2021)
12. ↑  Almeida 2009, p. 250-251.
13. ↑  The ‘diamond connection’ between Antwerp and Portuguese India Koninklijke gidsenverening van Antwerpen
14. ↑  Autour de 1600 : le commerce du poivre des Fugger et le marché international du poivre Hermann Kellenbenz Annales. Économies, Sociétés, Civilisations. 11e année, N. 1, 1956. p. 1-28.
15. ↑  Stratégie des affaires à Lisbonne entre 1595 et 1607. Lettres marchandes des Rodriguez d'Evora et Veiga. J. Gentil da Silva 1956
16. ↑  (nl) P. Visschers et Peter Jozef Visschers, Iets over Jacob Jonghelinck, metaelgieter en penningsnyder, Octavio Van Veen, schilder in de XVIe eeuw, en de gebroeders Collyns De Nole, beeldhouwers, in de XVe, XVIe en XVIIe eeuw, Janssens, 1853 (lire en ligne)
17. ↑  Silva, José Gentil da., Stratégie des affaires à Lisbonne entre 1595 et 1607 : lettres marchandes des Rodrigues d'Evora et Veiga, A. Colin, 1956 (OCLC 189108, lire en ligne)
18. ↑  « Emmanuel Ximenez: A Merchant’s Inventory in 1617 Antwerp », sur ximenez.unibe.ch (consulté le 26 août 2021)
19. ↑  « museumnacht.be/Programma/Maagd… »(Archive.org • Wikiwix • Archive.is • Google • Que faire ?).
20. ↑  http://www.christies.com/lotfinder/LotDetailsPrintable.aspx?intObjectID=990810
21. ↑  Françoise Verhoosele, De kroniek van de familie Rodriguez d'Evora y Vega, Skribis, 2020 (ISBN 978 94 639 6914 7), pp. 51-53
22. ↑  Koninklijke en Souvereine Hoofdgilde van Sint-Joris Gent, « Liste des membres de la Gilde du Noble Seigneur Saint Georges à Gand » (consulté le 19 septembre 2021)
23. ↑  Almeida 2009, p. 715-716.
24. ↑  Janssens, Paul., Armorial de la noblesse belge du XVe au XXe siècle (ISBN 2-87193-168-2 et 978-2-87193-168-3, OCLC 832164445, lire en ligne), Tome 3 (lettres N-Z), p. 354.
25. ↑  Supplément généalogique, historique, additions et corrections à l'histoire chronologique des évêques et du chapitre exemt de l'église cathédrale Saint-Bavon à Gand., Gand, Pierre de Goesin, 1777, p. 236